# Philippe Renaudin
Pour les articles homonymes, voir Renaudin.
 (novembre 2017).
Si vous disposez d'ouvrages ou d'articles de référence ou si vous connaissez des sites web de qualité traitant du thème abordé ici, merci de compléter l'article en donnant les références utiles à sa vérifiabilité et en les liant à la section « Notes et références ».
Philippe Renaudin, né à Paris 16e le 27 juin 1898 et mort à Paris 16e le 4 août 1989, est un haut fonctionnaire et homme politique français.

## Biographie
Philippe Renaudin est le fils de Maxime Renaudin, inspecteur des finances, président de la Compagnie de l'Est et vice-président du CIC, petit-fils de Paul Leroy-Beaulieu, neveu de Paul Renaudin et frère de Jean Renaudin, qui prit part à la création et dirigea l'UNIOPSS.
Licencié en droit et diplômé de l'École libre des sciences politiques, il rentre comme auditeur au Conseil d'État en 1924, puis passe maître des requêtes.
Il est Commissaire général à la Famille du 7 septembre 1941 au 18 avril 1942 dans le Gouvernement Darlan, puis Secrétaire général à la Famille du 18 avril 1942 au 20 août 1944 dans le Gouvernement Pierre Laval et reçoit la Francisque.
À la Libération, mis à disposition, il réintègre très vite le Conseil d'État, comme conseiller d'État en 1946, car la commission d'épuration reconnaît le caractère désintéressé de son action qui s'est strictement cantonnée dans le domaine social et humain, et y deviendra président de la Section des finances de 1963 à 1969. Durant la même période, il assure la vice-présidence de la Cour de discipline budgétaire.
Il est également président du groupe national interprofessionnel de la betterave, de la canne à sucre et des industries productrices de sucre d'alcool de 1955 à 1971, président du Conseil supérieur de la marine marchande et président du bureau de vérification de la publicité de 1969 à 1978, ainsi qu'administrateur de la Croix-Rouge française.
Gendre d'Edmond Hannotin, il est le père de Catherine Rich.

## Fonctions ministérielles
- Commissaire général à la Famille à partir du 7 septembre 1941 au 18 avril 1942 dans le Gouvernement Darlan.
- Secrétaire général à la Famille à partir du 18 avril 1942 au 20 août 1944 dans le Gouvernement Pierre Laval (6).